# Heptathela nishikawai
Heptathela nishikawai är en spindelart som beskrevs av Ono 1998. Heptathela nishikawai ingår i släktet Heptathela och familjen ledspindlar. Inga underarter finns listade i Catalogue of Life.